# Maaskantje
Maaskantje ist ein Dorf in der niederländischen Provinz Noord-Brabant. Es gehört zur Gemeinde Sint-Michielsgestel, südöstlich von ’s-Hertogenbosch und knapp 50 km westlich der deutschen Städte Goch und Kleve. Das Dorf Maaskantje hat 1780 Einwohner (Stand: 1. Januar 2024) auf einer Fläche von 2,86 km². Maaskantje und das Nachbardorf Den Dungen sind zu einer durchgehenden Siedlungsfläche zusammengewachsen.

## Sehenswürdigkeiten

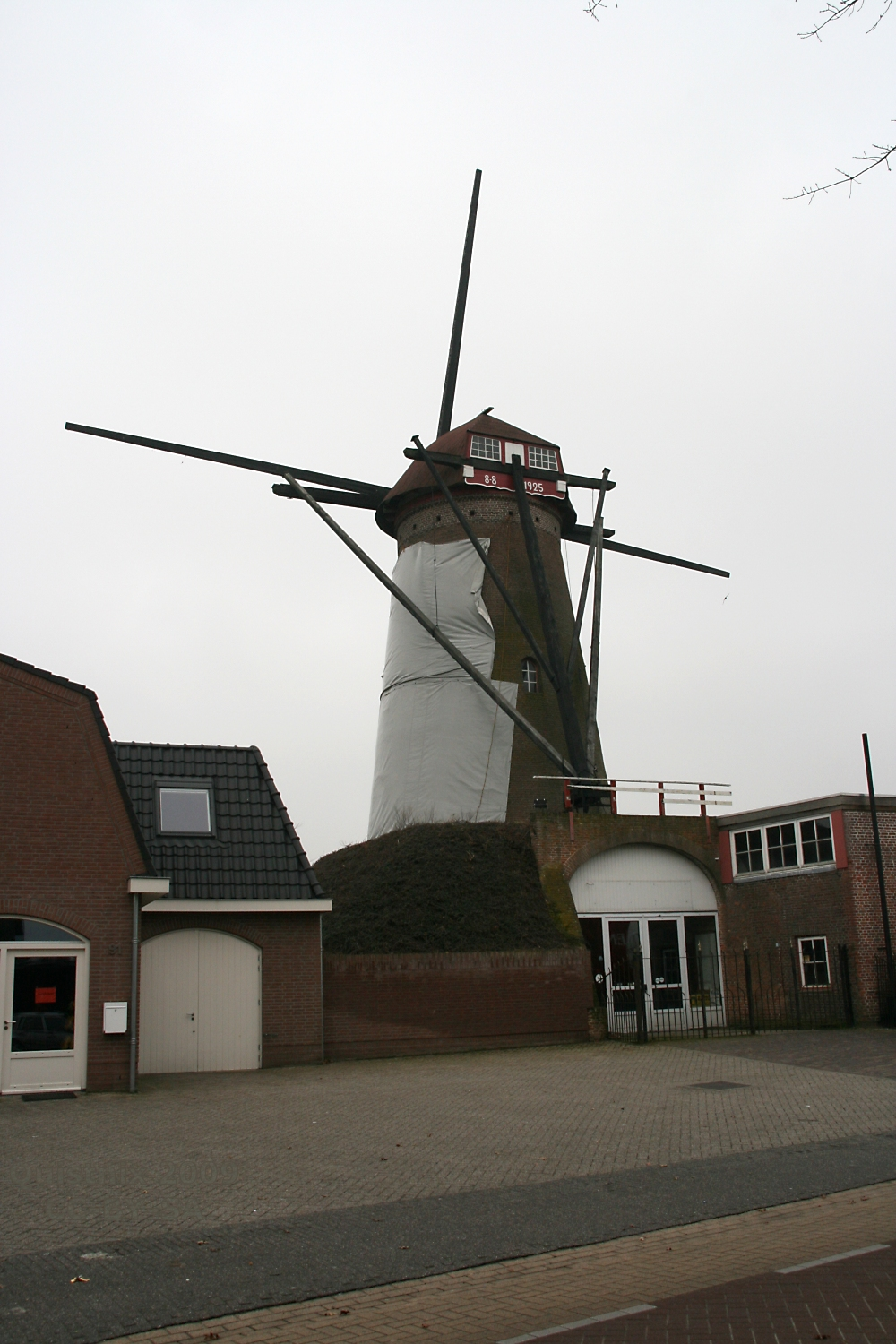
Die Windmühle „De Pelikaan“ in Maaskantje

- Windmühle „De Pelikaan“ aus dem Jahr 1864
- Kurzgiebel-Bauernhaus aus dem Jahr 1658

## Trivia

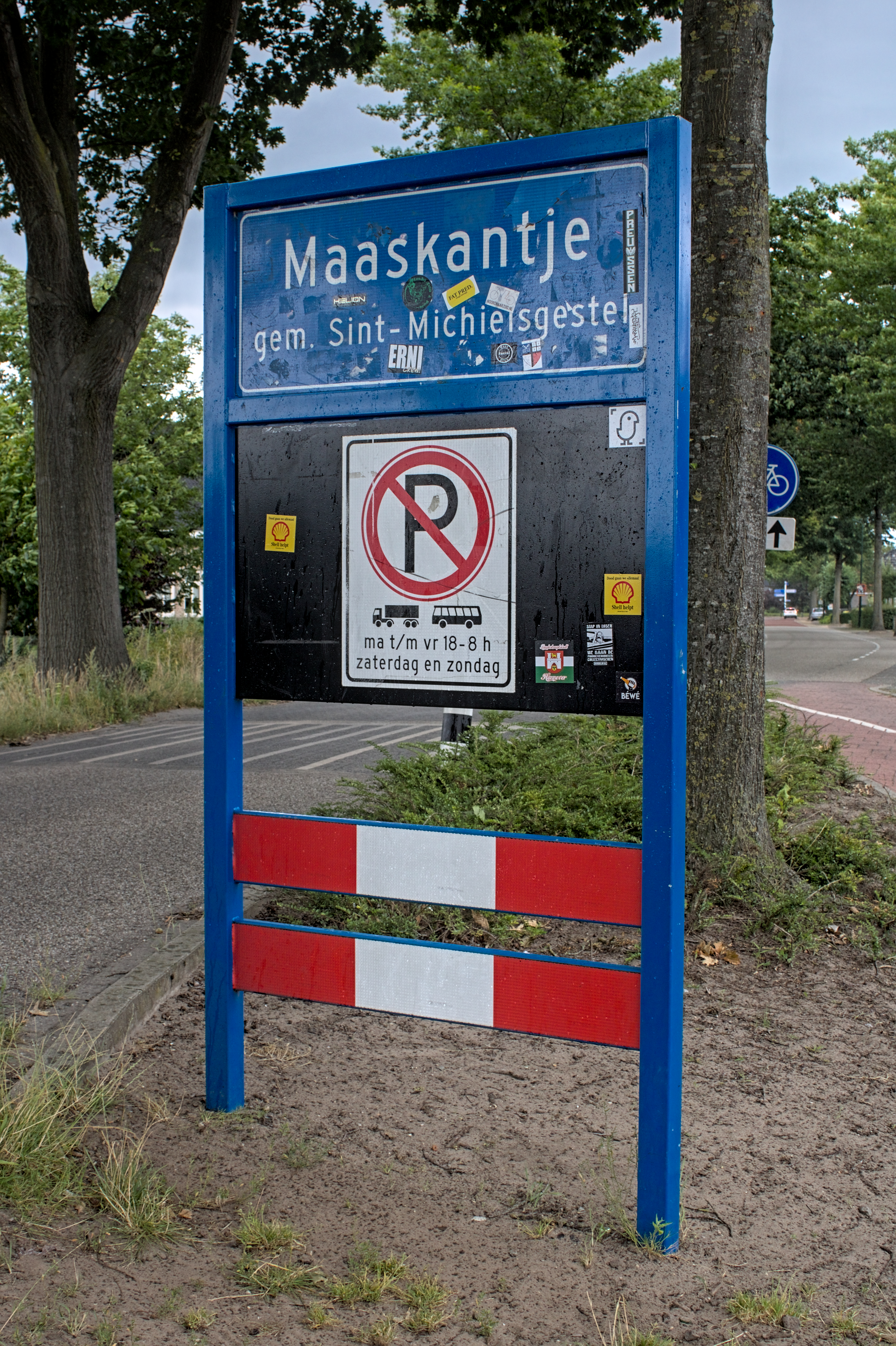
Ortsschild von Maaskantje

Maaskantje wurde international bekannt durch die niederländische Comedyserie New Kids und die Kinofilme New Kids Turbo und New Kids Nitro. Die Serie wird in mehreren Ländern vom Fernsehsender Comedy Central gesendet. Die Hauptfiguren der Serie posieren in den meisten der Sketches vor dem Ortsschild von Maaskantje. Ein Teil der Sketche wurde auch im Ort gedreht, die meisten im Nachbardorf Den Dungen. In dem Dorf wurde das Musikvideo zu Friends Turbo der Eurodanceband Scooter gedreht.
Aufgrund der Bekanntheit durch die Filme und die Sketche wurde der Ort ein beliebtes Ausflugsziel für Fans der New Kids. Da das Ortsschild von Maaskantje eine sehr begehrte Trophäe für die Fans war, wurde dieses dementsprechend oft abmontiert und gestohlen und deshalb zwischenzeitlich nicht wieder neu aufgestellt.

## Bekannte Personen
- Steffen Haars, Regisseur und Miterfinder der Comedyserie New Kids
- Flip van der Kuil, Darsteller und Miterfinder der New Kids
- Tim Haars, Darsteller der New Kids
- Huub Smit, Darsteller der New Kids